# Italia turrita

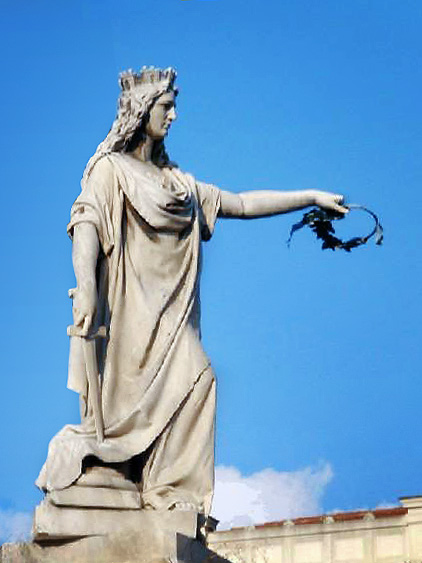
Ein Beispiel der Italia Turrita: das Denkmal für Italien in Reggio Calabria

Italia turrita oder abgekürzt Italia ist die Nationalallegorie oder nationale Personifikation von Italien, welche durch eine Mauerkrone (oder auch „mit Türmen“, italienisch turrita) charakterisiert wird und aus der italienischen, bürgerlichen Kommunalheraldik stammt.
Die Italia turrita ist eine Frau mit typischen Mittelmeerattributen, wie einem farbigen und lebendigen Teint, dunklen Haaren und einem eleganten Aussehen. Sie hält in den Darstellungen oft ein Bündel Ähren, ein Symbol der Fruchtbarkeit und Verweis auf die Agrarwirtschaft, und hielt während der faschistischen Ära ein Fascis in der Hand.

## Besonderheiten der Darstellung
Über dem Kopf wird in der Regel ein glänzender Stern dargestellt. Dieser ist ein altes Symbol Italiens, angeblich zum Schutz der Nation, und bekannt als Stella d’Italia oder Stern von Italien. Er kam im Wappen des Königreichs Italien von 1870 bis 1890 zum Einsatz. Weiterhin ist er das dominierende Element des heutigen Wappens Italiens, welches mit der Gründung der italienischen Republik im Jahr 1948 eingeführt wurde.

## Galerie

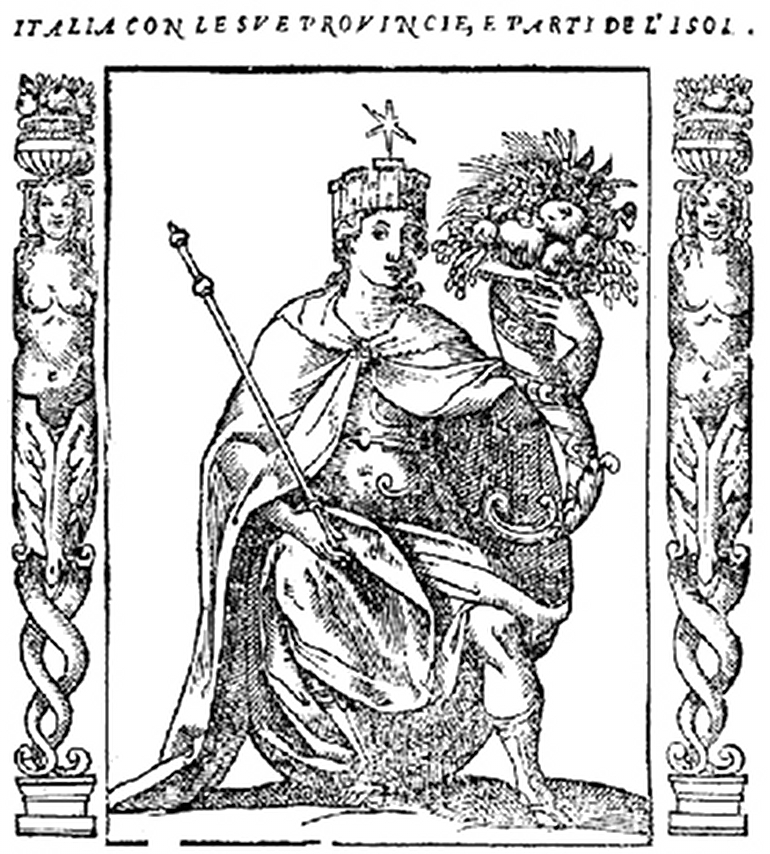
Italia turrita e stellata, mit Mauerkrone und Stern, Cesare Ripa, 1603
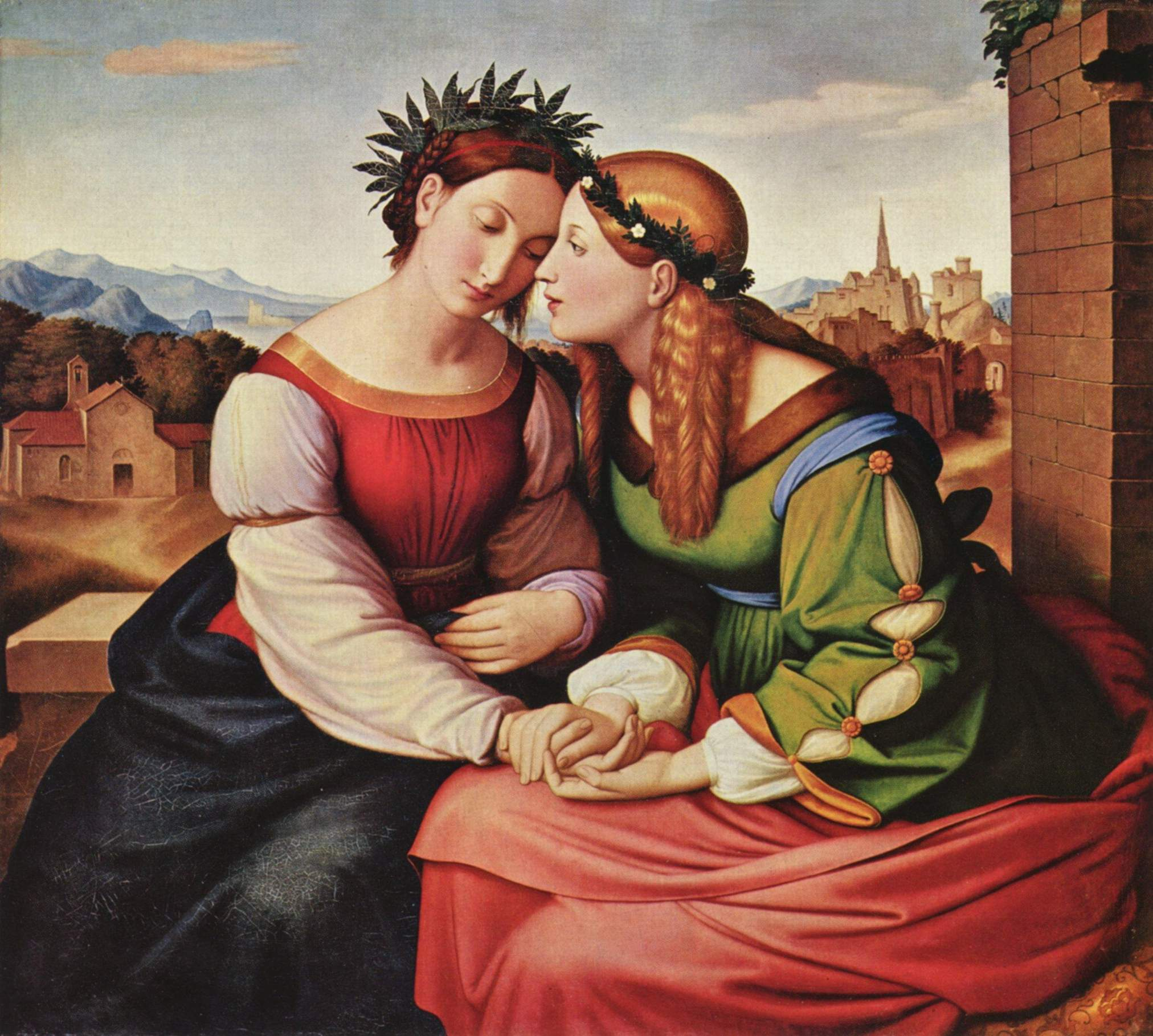
Italia und Germania von Friedrich Overbeck (1828)
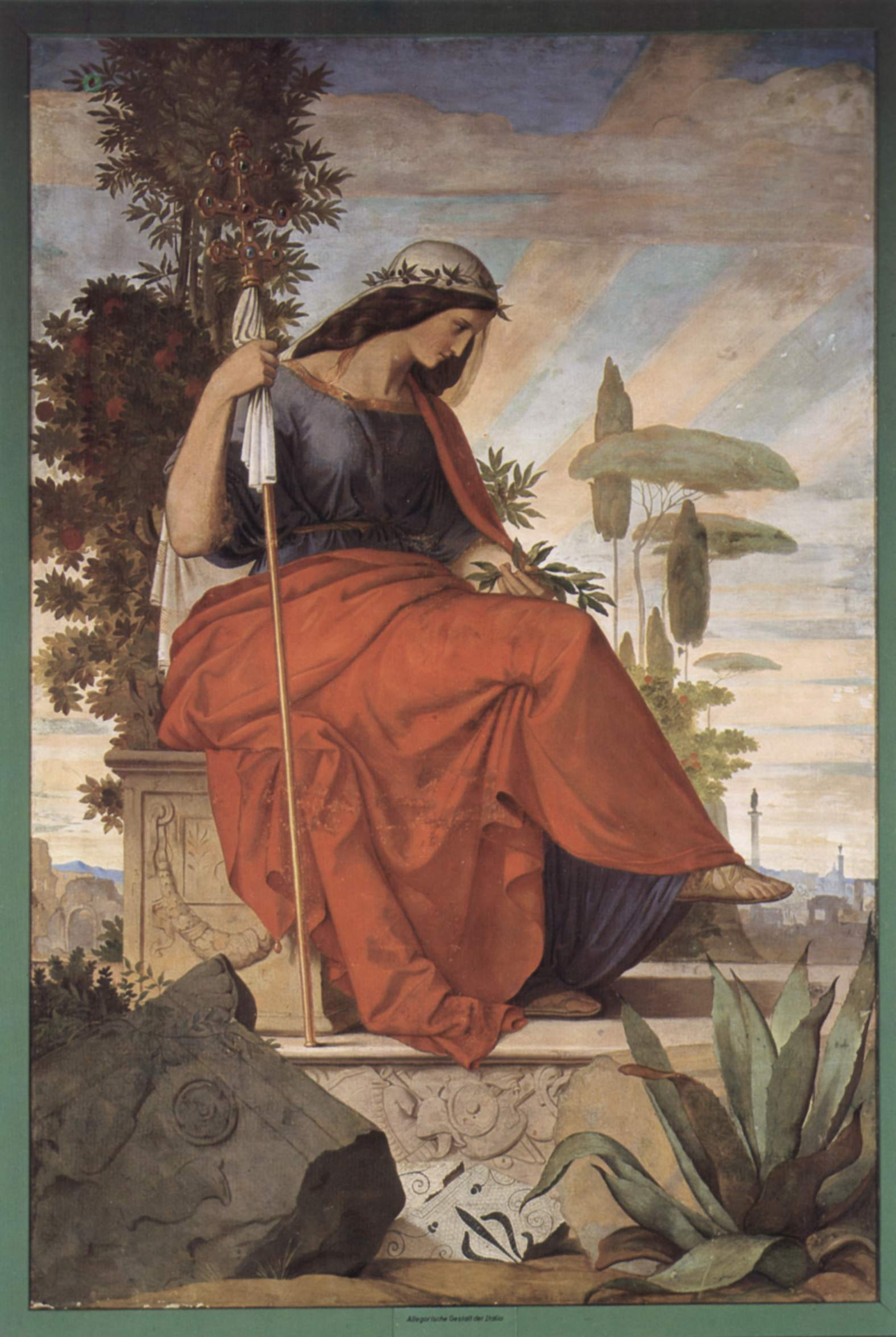
Wandbild aus dem alten Städelschen Kunstinstitut von Philipp Veit (1830er)
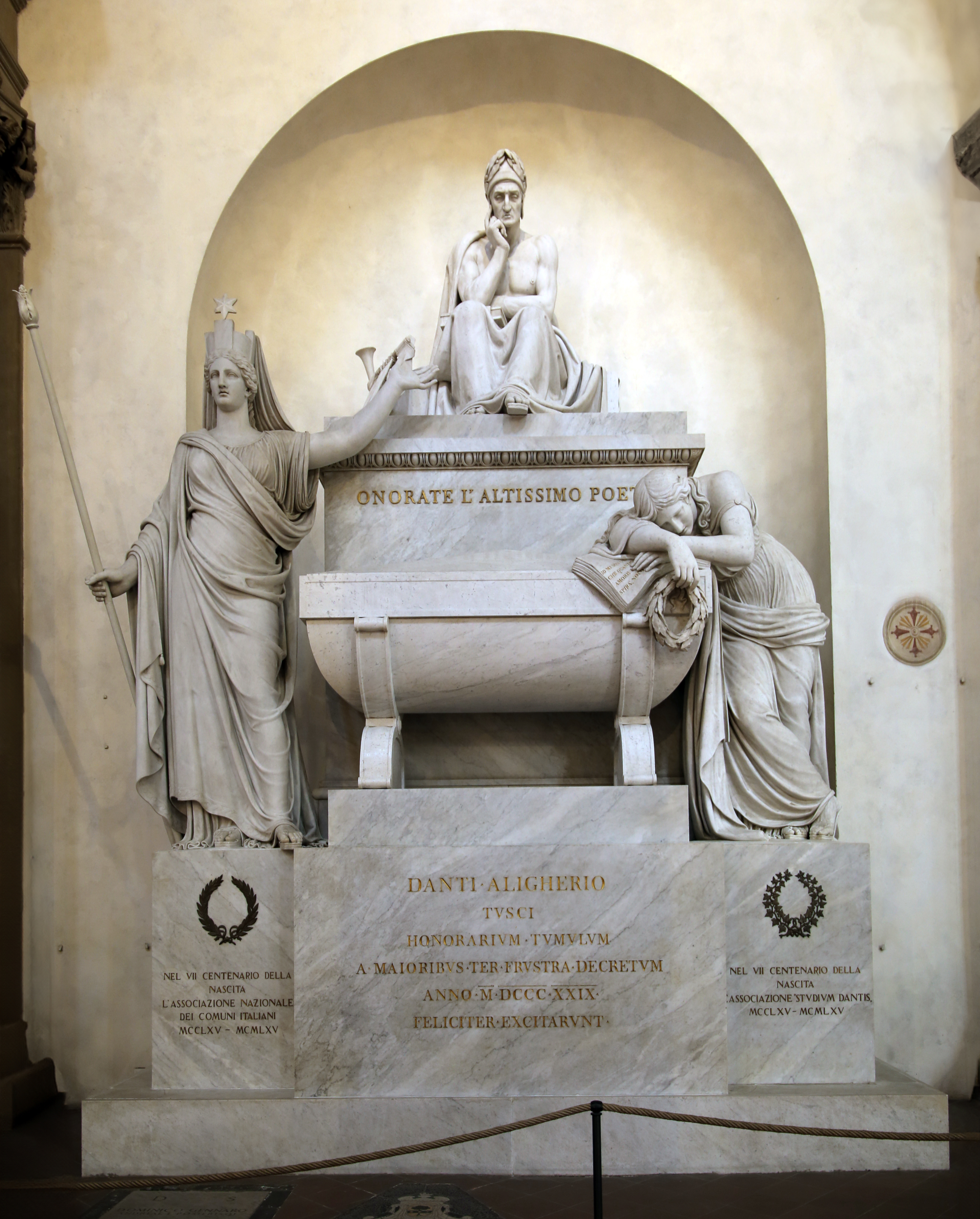
Italia turrita e stellata am Kenotaph Dante Alighieris in der Basilika Santa Croce in Florenz
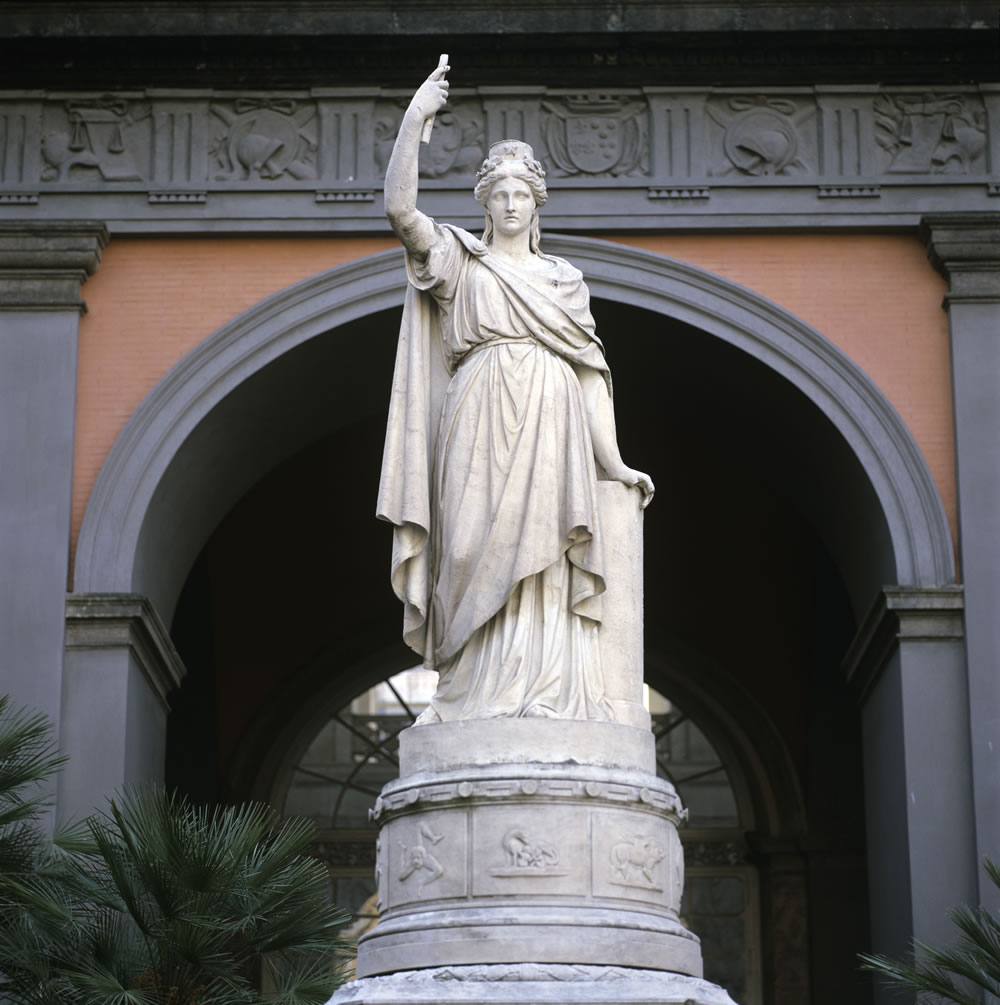
Francesco Liberti, L’Italia turrita e stellata (dt. Italia mit Mauerkrone und Stern), 1861, Palazzo Reale in Neapel
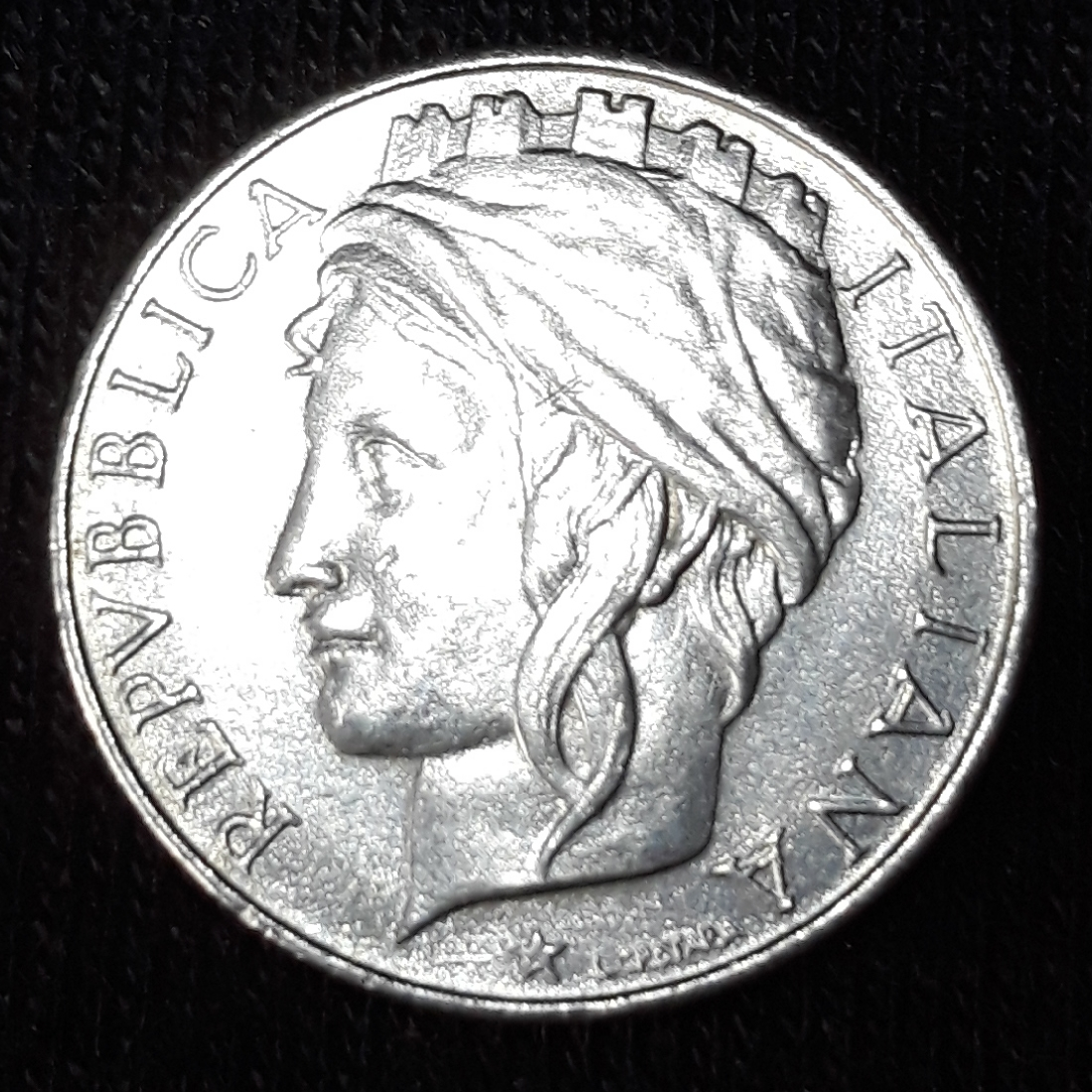
Italia turrita auf der Vorderseite der italienischen 50-Lire-Münze, die zwischen 1996 und 1999 ausgegeben wurde
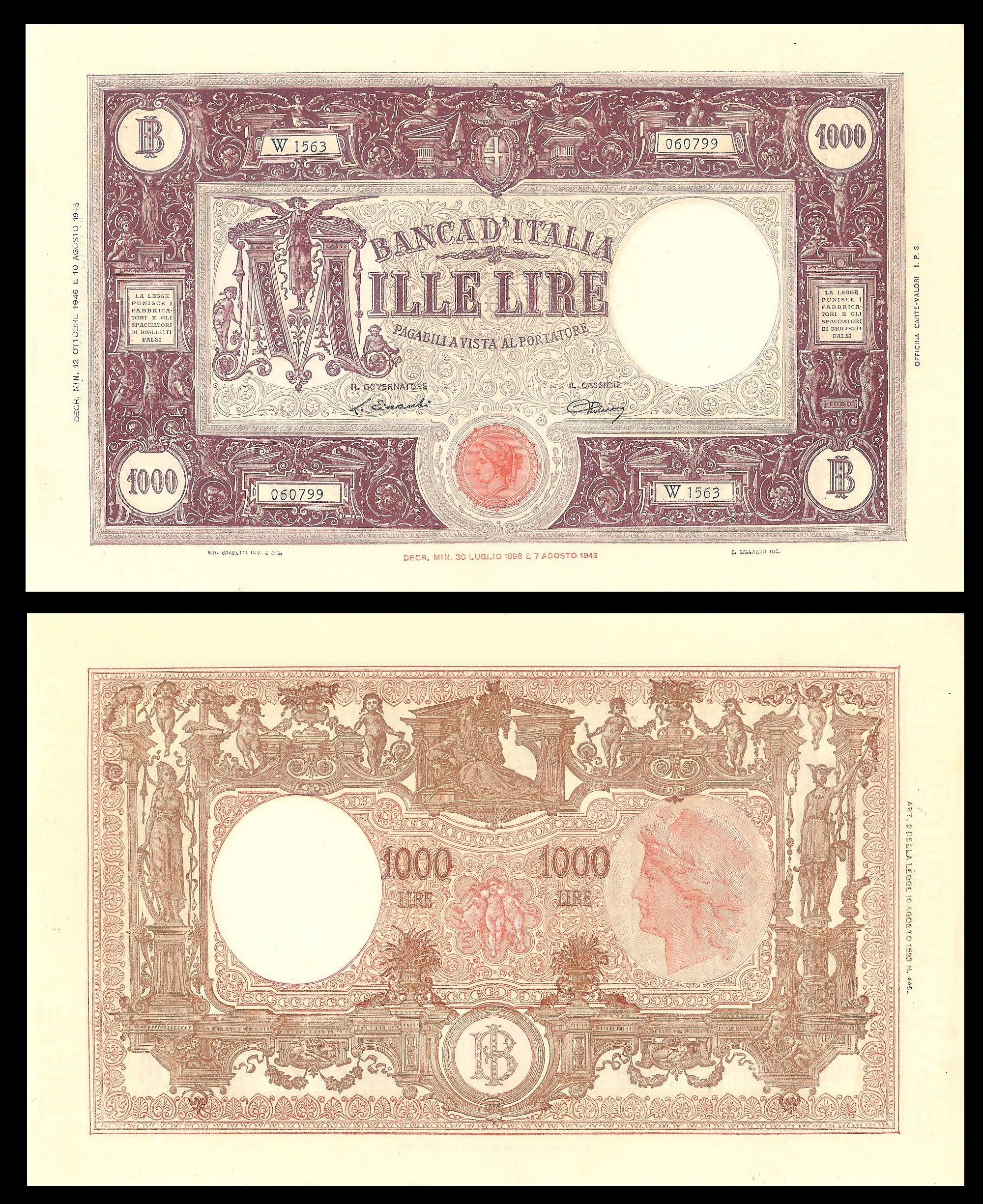
Italia turrita auf der italienischen 1000-Lire-Banknote, die zwischen 1946 und 1950 ausgegeben wurde